# DN-skylten
DN-skylten är en ljusreklam på DN-skrapan i Stockholm. Det är en rörlig skylt som sedan 1964 lyser långt över Stockholm.

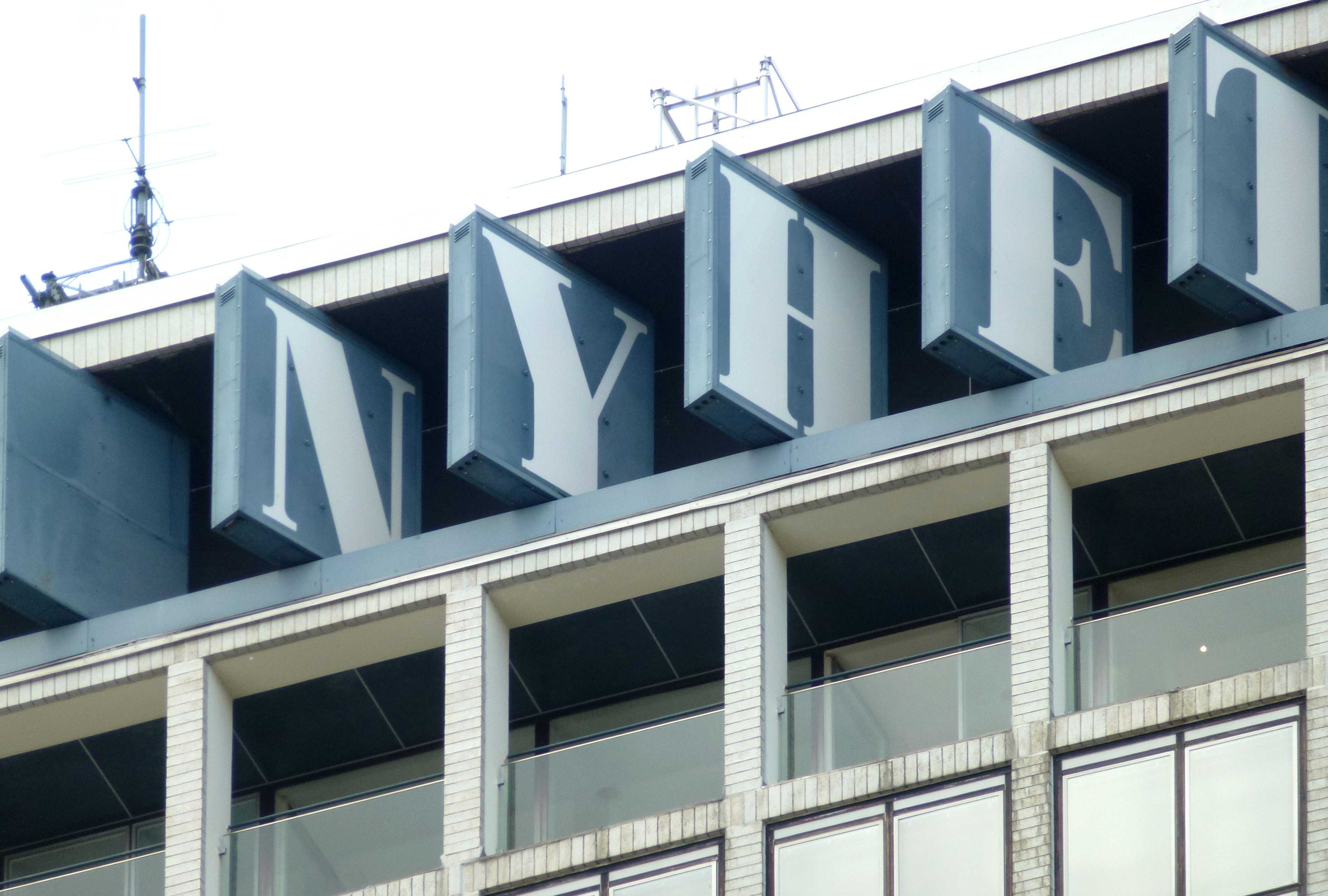
DN-skylten detalj.

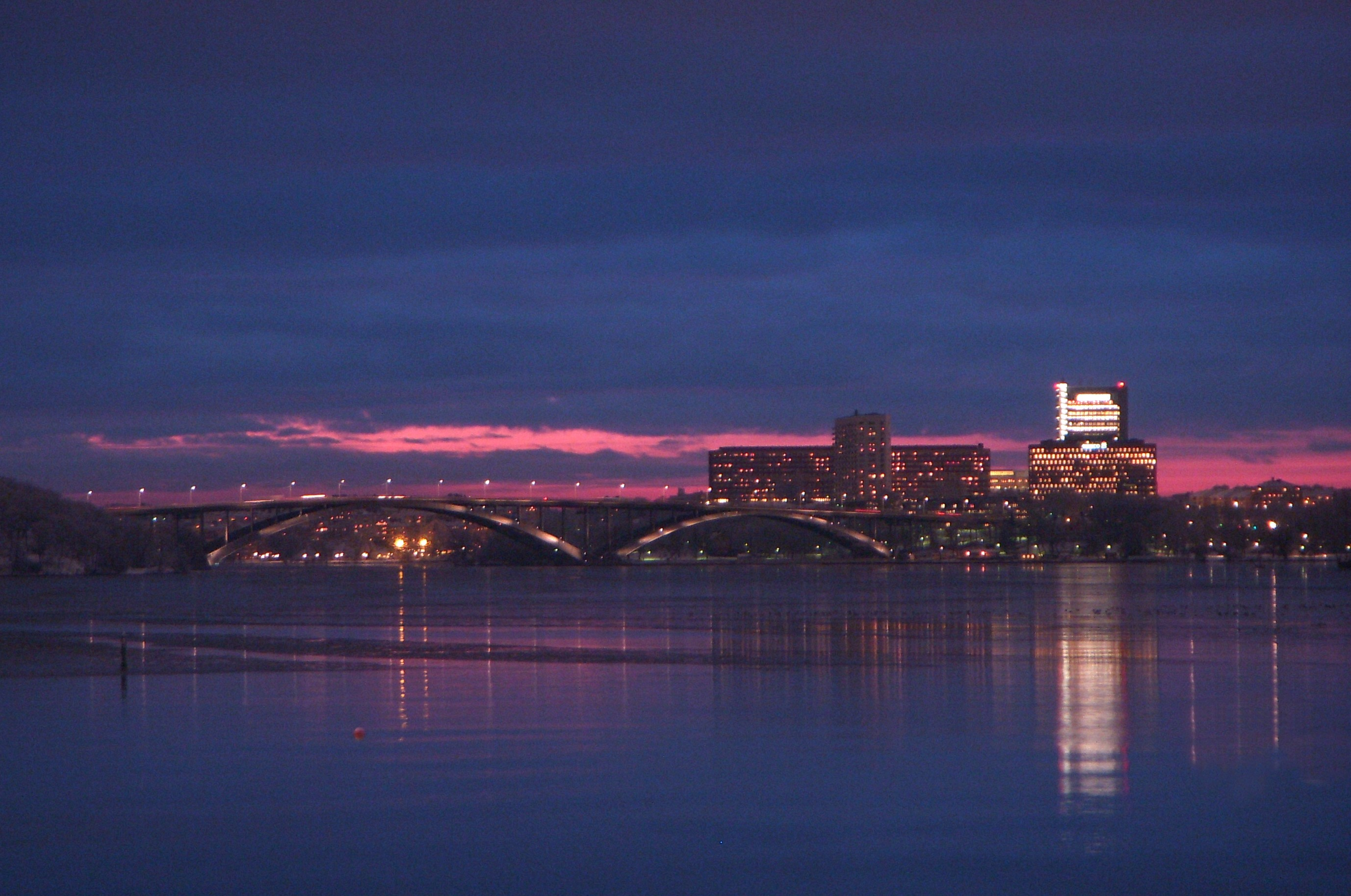
Vy över Riddarfjärden med DN-skrapan och Västerbron i bakgrunden.

DN-skylten gör reklam för dagstidningarna Dagens Nyheter och Expressen, som hade sina redaktioner i höghuset vid Rålambsvägen i Marieberg. Numera (2010) sitter de i annexet, det tidigare tryckeriet.
Skylten är unik på flera sätt. Den är fast integrerad i byggnadens fasad och därmed beståndsdel av husets arkitektur. Huset liksom skylten ritades av arkitekt Paul Hedqvist och huset invigdes den 24 september 1964. DN-skylten är även en av få reklamskyltar som finns i dubbla utföranden, en på DN-skrapans östsida och en på västsidan. Med sitt läge högst upp i byggnaden på cirka 80 meters höjd (ca 90 m ö.h.) syns den över stora delar av Stockholm både dag och natt och har därför blivit ett välkänt inslag i Stockholms stadslandskap.
Själva skylten består av 14 våningshöga (ca 3 meter) rektangulära bokstavsblock som roterar runt sin vertikalaxel. Sidorna har olika bokstäver respektive svarta fält så att växelvis orden "Dagens Nyheter" eller "Expressen" bildas. Ett helt varv tar 25 sekunder och då har båda namnen visats.
I sammanhanget kan även nämnas att Dagens Nyheter hade Sveriges första neonreklam. I december 1924 tändes den i skyltfönstret av DN:s depeschkontor vid Stureplan. Den lyste röd och texten var: "Prenumerera för 1925". Tidningen skrev entusiastiskt om sin egen skylt "...med sitt intensiva röda sken väcker [den] stor uppmärksamhet och dominerar i hög grad Stureplan om kvällarna...". 